# 布袋港

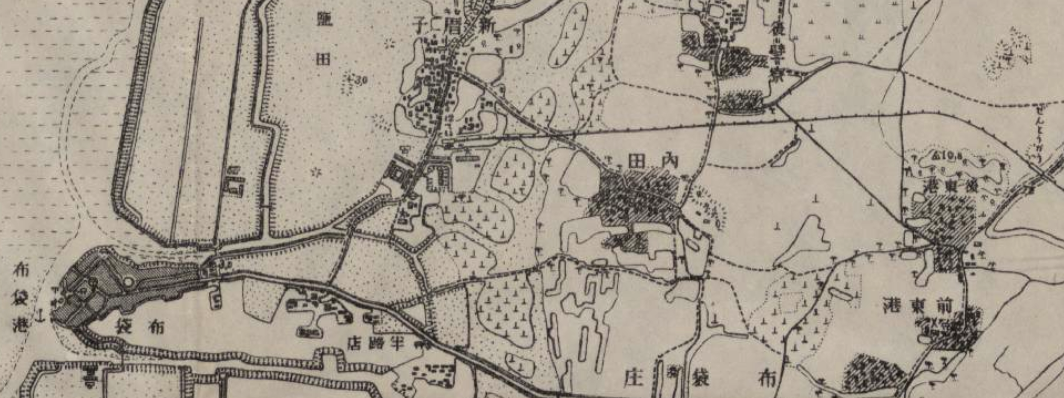
1926年的布袋港地圖

布袋港，全名為布袋國內商港，位於臺灣嘉義縣布袋鎮以西之濱海地區，面臨台灣海峽。布袋港區範圍面積約1,815.73公頃，
環評商港區陸域面積約106.15公頃。

## 簡介
- 經緯度：北緯二十三度二十二分；東經一百二十度七分。
- 地名由來：布袋港舊稱「布袋嘴」，因港口外有統仙洲、箔仔寮洲、外傘頂洲所構成之狹長砂洲包圍，所形成的天然屏障狀似布袋而聞名。
- 隸屬：臺灣港務股份有限公司高雄港務分公司布袋管理處。
- 船舶運送航線：與馬公港（馬公碼頭區、龍門尖山碼頭區）、鎖港、料羅港對開。

## 地質與地層下陷
布袋港位於嘉義朴子溪和八掌溪之間，地質多屬現代沖積層，土層疏鬆且壓密固結尚未全部完成。布袋港之累積沉陷量，自1997年至2002年五年間約沉陷25公分，其中百分之五十之沉陷位於深度140至200公尺之地層處發生。

## 港埠設施
布袋港設有散雜貨碼頭N1、N2、N3、E1及E2碼頭，因應布袋馬公線旅遊人潮之客運碼頭E3碼頭，以及小型船渠之B1、B2與B3客運碼頭。

## 交通資訊
船班
- 《布袋往返澎湖船班時刻》 （页面存档备份，存于）

公車
| 一般公路客運 |            |        |      |               |
| 編號         | 經營業者   | 起站   | 經由 | 迄站          |
| 7209         | 嘉義客運   | 嘉義   | 朴子 | 布袋商港(J線) |
| 7234         | 嘉義客運   | 朴子   | 過溝 | 布袋          |
| 7327         | 嘉義縣公車 | 大雅站 | 朴子 | 布袋          |

| 大台南公車 |          |      |                              |                        |
| 編號       | 經營業者 | 起站 | 經由                         | 迄站                   |
| 61         | 新營客運 | 新營 | 鹽水、布袋商港、北門水晶教堂 | 台灣鹽博物館           |
| 棕6        | 新營客運 | 新營 | 鹽水、義竹、前東港           | 布袋遊客中心／布袋商港 |

| 國道公路客運 |          |      |                  |      |
| 編號         | 經營業者 | 起站 | 經由             | 迄站 |
| 1639         | 統聯客運 | 布袋 | 太保、朴子、東石 | 台北 |